# شاهین پرویزی
شاهین پرویزی فیلمنامه‌نویس، کارگردان فیلم کوتاه، مستندساز، تدوینگر و برنامه‌ساز تلویزیونی مقیم انگلستان است. وی فارغ‌التحصیل فیلم و تلویزیون از دانشگاه‌های متروپلیتن و میدل‌سکس لندن می‌باشد. وی فیلمسازی را با ساختن فیلم‌های کوتاه در انجمن سینمای جوان ایران از ۱۳۷۸ با ساختن فیلم کوتاه «چراغ قرمز» آغاز نموده است. همچنین در دهه هفتاد شمسی در چندین سریال تلویزیونی از جمله «بازگشت پرستوها»، «راز تنهایی»، «حصار شیشه ای» و «شب چراغ (مجموعه تلویزیونی)» نیز به عنوان بازیگر ایفای نقش کرده‌ است.
به گزارش روابط‌عمومی انجمن سینمای جوانان ایران در اردیبهشت ۱۳۹۷، هفتمین دوره جشنواره جوایز بین‌المللی فیلم اندونزی، جایزه شایسته بهترین تدوین این جشنواره را به شاهین پرویزی، برای فیلم کوتاه «سرزنش» به کارگردانی بیتا الهیان اهدا کرده‌ است.
کتاب «چنین گفت مرشد» از وی توسط انتشارات H&S مدیا در ۱۳۹۳ منتشر شده‌ است.